# Акшехир
Акшехир (на турски: Akşehir) е град в Република Турция. Градът е част от вилаета Кония. Населението на града е около 63 000 жители (2000).

## История
При избухването на Балканската война в 1912 година трима души от Акшехир са доброволци в Македоно-одринското опълчение.

## Личности
- Айк Абрамян, 23-годишен, жител на София, дърводелец, ІІІ отделение, македоно-одрински опълченец, дърводелец, 12 лозенградска дружина[2]
- Настрадин Ходжа
- Баязид I